# Агогве
Агогве са предполагаеми същества от горите на Източна Африка. Смята се, че са високи между 1 m и 1,7 m, като рядко обаче достигат 1,7 m, и че имат дълги ръце и дълги боядисани коси.

## Наблюдения
Първите сведения за Агогве датират от 1900. Агогве е било видяно от капитан Уилям, който бил в Африка. Той бил много изумен от странния човек и прави изявление за декемврийския брой на едно списание. То било:
| „ | Преди години бях изпратен на лов за лъвове в тази област (Горите в западната част равнината Уенбере) и докато чаках да се появи лъвът-човекоядец видях на поляната две малки кафяви, вълнисти същества да излизат от гората и да влизат в гъсталаците отсреща. Те приличаха на малки хора и бяха високи около 4 фута, като ходеха в изправено положение. Те имаха дълга коса покриваща раменете им. спътникът ми местен следотърсач ги гледаше с уплаха и удивление. "те са, каза той, агофве, малкия народ, който виждам за пръв път в живота си. | “ |

## Теории
- Агогве е възможно да са оцеляла група Австралопитеци, които са еволюирали в една затворена среда.
- Друга теория е че това е вид маймуна прародител на шимпанзетата.[4]